# Dieter Leistner
Dieter Leistner (* 2. November 1952 in Salzgitter-Bad; † 24. September 2022 in Würzburg) war ein deutscher Fotograf und Professor für Fotografie an der Hochschule Würzburg-Schweinfurt. Er war einer der bedeutenden deutschen Architekturfotografen und Mitglied im Berufsverband Freie Fotografen und Filmgestalter (BFF).

## Leben und Werk
Nach einigen Berufsjahren als Tischler studierte Leistner von 1978 bis 1983 in Köln und Wuppertal Fotoingenieurwesen und Visuelle Kommunikation sowie Fotografie an der Folkwangschule in Essen bei Robert Lebeck und Reinhart Wolf. In seiner Examensarbeit widmete er sich mit der umfangreichen Serie Badetempel streng frontalen Innenraumansichten öffentlicher Hallenbäder der Gründerzeit und des Jugendstils. Eine weitere fotografische Werkserie von Dieter Leistner bilden seine so genannten Aufblicke. Diese Architekturaufnahmen entstanden in einem steilen Blick nach oben ins fotografische Bild, und offenbaren dadurch Formen und Strukturen der Bauwerke aus einem stark abstrahierenden Sichtwinkel.
Im Jahr 2006 hatte Dieter Leistner die Gelegenheit, eine fotografisch-künstlerische Bestandsaufnahme von Nordkorea anzufertigen und den öffentlichen Raum in Pjöngjang zu fotografieren. 2012 reiste er dann in die südkoreanische Hauptstadt Seoul und nahm dort vergleichbare Orte auf, um in der anschließenden Buchpublikation KOREA – KOREA Bilder aus Nord- und aus Südkorea einander gegenüberzustellen.
Ab 1978 fotografierte Leistner darüber hinaus wartende Menschen an unterschiedlichsten Haltestellen in vielen Ländern. Durch diesen Langzeitvergleich wollte er weltweite Gemeinsamkeiten und Unterschiede untersuchen und zeitliche und technische Entwicklungen hinterfragen.
Dieter Leistner arbeitete seit 1982 als freiberuflicher Fotograf. Nach einer Lehrtätigkeit an der Fachhochschule Dortmund von 1983 bis 1995 war er von 1999 bis 2018 Professor für Fotografie an der Fakultät Gestaltung der Hochschule Würzburg-Schweinfurt.
Das fotografische Werk von Dieter Leistner erschien früh in Printmedien wie PHOTO TECHNIK INTERNATIONAL und wurde in zahlreichen Einzel- und Gruppenausstellungen gezeigt.  Er arbeitete wiederholt mit führenden Architekten der zeitgenössischen Baukunst zusammen. Zu ihnen gehörten Gottfried Böhm, Gustav Peichl, Richard Meier, Thomas Herzog, Peter Bonfig, Heinz Bienefeld, Johannes Peter Hölzinger und Oswald Mathias Ungers.
Dieter Leistner starb plötzlich und unerwartet im Alter von 69 Jahren am 24. September 2022 in Würzburg.

## Einzelausstellungen (Auswahl)
- 1985: Fotografie Forum Frankfurt, Frankfurt am Main:  Das neue Frankfurt.
- 2002: Fotografie Forum Frankfurt, Frankfurt am Main: Dieter Leistner – Retrospektive.
- 2003: Galerie S, Siegen: Fotografie und Architektur.
- 2004: Kommunale Galerie im Leinwandhaus, Frankfurt am Main: Johannes Peter Hölzinger – At home.
- 2004: Neues Museum Nürnberg, Nürnberg: Magische Architekturen.
- 2005: Raum für Fotografie, Stuttgart: Heads up – Architekturfotografie.
- 2013: Museum für Angewandte Kunst Frankfurt, Frankfurt am Main: Dieter Leistner – Seoul und Pjöngjang.
- 2018: Kunstverein Würzburg, Würzburg: Äpfel und Birnen.
- 2019: ZIM der Universitätsklinik Würzburg, Würzburg: Waiting.
- 2019: VHS Photogalerie, Stuttgart: Waiting.
- 2019: Kunstverein Tauberbischofsheim, Tauberbischofsheim: Architekturfotografie.
- 2023: Fakultät Gestaltung Würzburg, THWS: "Ein gutes Haus hat eine Idee – der Architekturfotograf Prof. Dieter Leistner"